# Anthrenus polonicus
Anthrenus polonicus är en skalbaggsart som beskrevs av Maciej Mroczkowski 1951. Anthrenus polonicus ingår i släktet Anthrenus, och familjen ängrar. Arten har ej påträffats i Sverige.